# آگوستین سیخاس
آگوستین سیخاس (انگلیسی: Agustín Cejas; ۲۲ مارس ۱۹۴۵ – ۱۴ اوت ۲۰۱۵) بازیکن فوتبال اهل آرژانتین بود.
از باشگاه‌هایی که در آن بازی کرده‌است می‌توان به باشگاه فوتبال اتلتیکو هوراکان، باشگاه فوتبال سانتوس، باشگاه فوتبال ریور پلاته، باشگاه فوتبال گرمیو، و باشگاه فوتبال راسینگ کلوب آویاندا اشاره کرد.
وی همچنین در تیم ملی فوتبال آرژانتین بازی کرده‌است.